# Greenovi ve velkoměstě
Greenovi ve velkoměstě (v anglickém originále Big City Greens; pracovní název Country Club) je americký animovaný televizní seriál, jehož tvůrci jsou Chris Houghton a Shane Houghton. Hlavní postavy dabují Chris Houghton, Marieve Herington, Bob Joles a Artemis Pebdani. V USA měl seriál premiéru 18. června 2018 na stanici Disney Channel. 17. května 2018 byl seriál prodloužen o druhou řadu. V Česku měl premiéru 21. ledna 2019 na stanici Disney Channel.

## Obsazení

### Hlavní postavy
- Chris Houghton jako Cricket Green[2][5] (český dabing: Petr Neskusil)
- Marieve Herington jako Tilly Greenová[2], Cricketova starší sestra (český dabing: Anežka Saicová)
- Bob Joles jako Bill Green[2], Cricketův a Tillyin táta (český dabing: Martin Sobotka)
- Artemis Pebdani jako Alice Delores Greenová[2], Cricketova a Tillyina babička a Billova matka (český dabing: Zuzana Slavíková)

### Vedlejší postavy
- Zeno Robinson jako Remy Remington, Cricketův nejlepší kámoš
- Anna Akana jako Gloria
- Luke Lowe jako Benny
- Andrew Daly jako strážník Keys
- Lamar Woods jako Weezie
- Monica Ray jako Kiki

## Vysílání
| Řada | Díly | Premiéra v USA     | Premiéra v USA  | Premiéra v ČR   | Premiéra v ČR     |
| Řada | Díly | První díl          | Poslední díl    | První díl       | Poslední díl      |
| ---- | ---- | ------------------ | --------------- | --------------- | ----------------- |
| 1    | 30   | 18. června 2018    | 9. března 2019  | 21. ledna 2019  | 26. prosince 2019 |
| 2    | 30   | 16. listopadu 2019 | 3. dubna 2021   | 1. června 2020  | 27. června 2021   |
| 3    | 20   | 9. října 2021      | 25. března 2023 | 8. května 2023  | 2. června 2023    |
| 4    | 30   | 23. září 2023      | bude oznámeno   | 18. března 2024 | bude oznámeno     |